# Vilje
Med vilje menes der et menneskes evne eller kapacitet til at vælge eller handle på en uafhængig og fri måde. Dette begreb adskiller sig dermed fra "fri vilje" som er et mere filosofisk begreb om grundlaget for vilje og de generelle muligheder og forudsætninger for at nogen kan vælge sine handlinger frit.
I psykologien forstås vilje ofte som evne til regulering af egen tilstand, opmærksomhed og adfærd. En gruppe forskere omkring "the Baumeister & Tice Social Psychology Lab" har demonstreret at udførelse af en række forskellige opgaver kræver viljestyrke: Efter endt udførelse vil en forsøgsperson være svækket og i mindre grad i stand til at udføre opgave nr. 2, hvis denne også kræver viljestyrke. Fænomentet kaldes ego depletion: en midlertidig svækkelse af vores evne til egen-regulering, som optræder når vi helt eller delvist har opbrugt vores viljestyrke på forudgående indsats. Blandt de opgaver som belaster vores vilje eller reguleringsevne er følgende: regulering af opmærksomhed, regulering af vores følelsesreaktioner, at træffe et valg, at overveje et valg, at overvinde muskel-træthed, at modstå fristelser (f.eks. chokolade), at acceptere en risiko og at bryde med en vane. Hver af disse aktiviteter vil kræve et minimum af viljes-energi og efterlade os med en reduceret evne til gøre næste krævende opgave. F.eks. har man fundet at modståelse af fristende chokolade cookies i fem minutter reducerer viljen til at forsøge at løse et par umulige geometriske hovedbruds-opgaver. Forsøgspersoner, som i stedet havde modstået "fristelsen" til at spise friske radisser, udviste ikke nogen reduktion af deres udholdenhed i forhold til de umulige hovedbrud og deres indsats lå på niveau med en kontrolgruppe, som ikke skulle afholde sig fra nogen fristelser.
Gennem en række forsøg er det påvist at tilstrækkelig forsyning af glukose til hjernen er en nødvendig forudsætning for udøvelsen af vilje og selvkontrol.[kilde mangler]
Specifikt har man i en række undersøgelser påvist at lave glukose niveauer og manglende evne til at transportere glukose til hjernen (dvs.dårlig glukose tolerence) fører til væsentlige forringelser af muligheden for at udøve selvkontrol.